# Lew Markowitsch Schlosberg

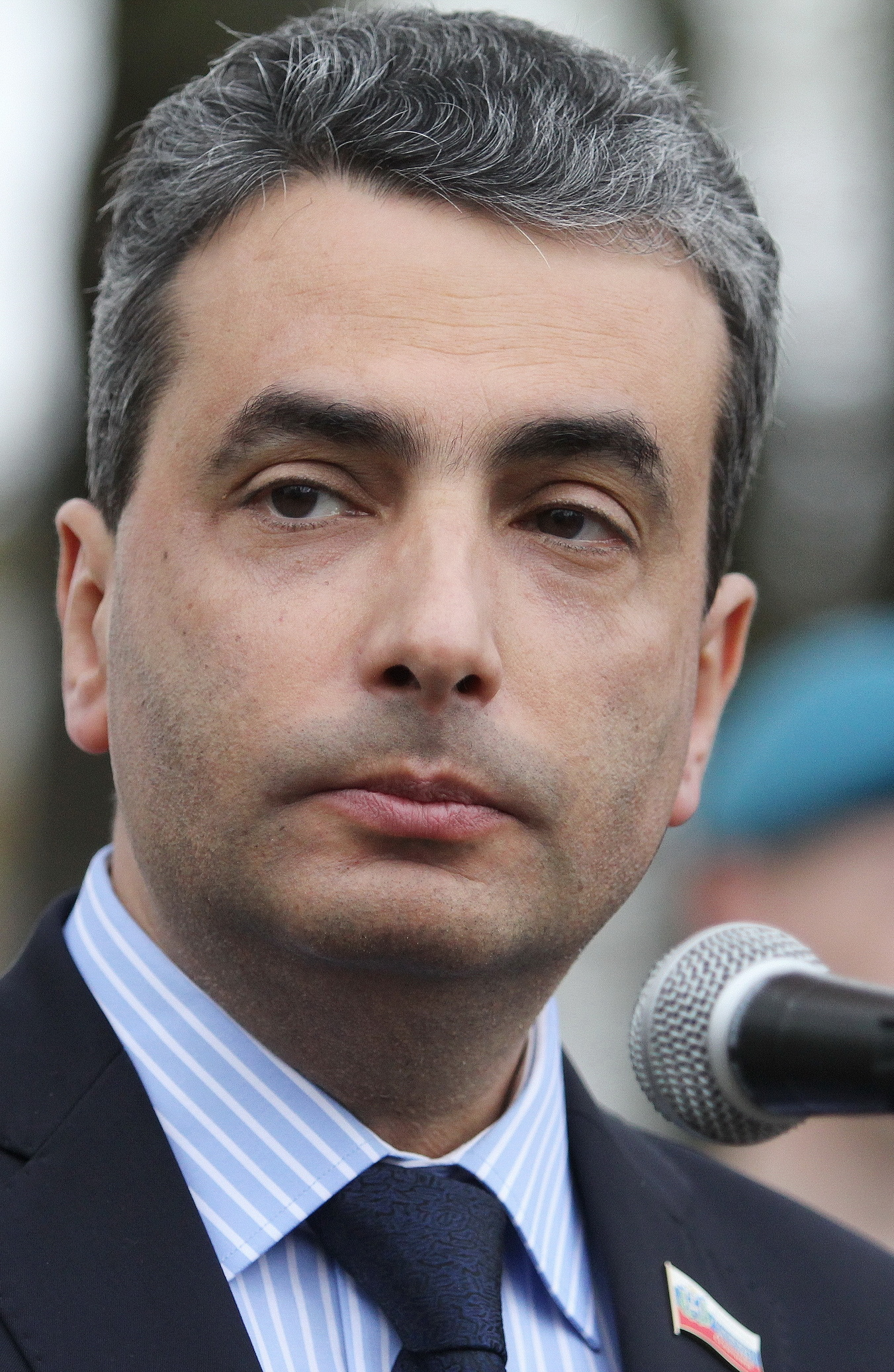
Lew Markowitsch Schlosberg

Lew Markowitsch Schlosberg (russisch Лев Маркович Шлосберг, * 30. Juli 1963 in Pskow, UdSSR) ist ein russischer Journalist, Menschenrechtsaktivist und führender Vertreter der Partei Jabloko. Er war von 1996 bis 2023 Vorsitzender der Pskower Regionalabteilung der Partei Jabloko. Er war Mitglied des Föderalen Politischen Komitees und stellvertretender Vorsitzender der Partei Jabloko.
Vom 15. Dezember 2011 bis zum 24. September 2015 war er Abgeordneter der Pskower Regionalabgeordnetenversammlung, stellvertretender Vorsitzender des Ausschusses für Gesetzgebung, Wirtschaftspolitik und Kommunalverwaltung sowie Mitglied der Ständigen Kommission zur Korruptionsbekämpfung. Mit Beschluss der Regionalversammlung vom 24. September 2015 seiner Befugnisse entzogen. Das Gericht lehnte es daraufhin ab, gegen die Entscheidung, ihm seine Befugnisse zu entziehen, Berufung einzulegen.
Im Dezember 2015 und 2019 kandidierte er für den Posten des Vorsitzenden der Partei Jabloko, im ersten Fall schaffte er es in die zweite Wahlrunde, wo er gegen Emilia Slabunowa verlor.
Im Jahr 2016 wurde er von der Partei Jabloko, wo er bis zum 30. September 2021 tätig war, als Abgeordneter der Pskower Regionalabgeordnetenversammlung wiedergewählt.
Berühmt wurde er durch seine Rede auf einer Sitzung der Pskower Regionalabgeordnetenversammlung, bei der es um die Unterstützung des „Dima-Jakowlew-Gesetzes“ ging. Das Video der Aufführung wurde von mehr als 160.000 YouTube-Video-Hosting-Nutzern angesehen.
Auf Bundesebene wurde er bekannt, nachdem am 25. August 2014 in der von ihm herausgegebenen Zeitung „Gouvernement Pskow“ Informationen über den Tod der Vertragssoldaten der 76. Garde-Luftsturm-Division Leonid Kichatkin und Alexander Osipov nahe Luhansk, während der Teilnahme von russischen Truppen im Krieg im Donbass veröffentlicht wurden. „Als die aktiven Militäreinheiten in der Ukraine Verluste erlitten, und das Ausmaß dieser Verluste war beträchtlich, wurde klar: Es ist unmöglich zu verbergen, dass diese Menschen als aktive Militärangehörige der Russischen Föderation getötet wurden“, sagt Schlosberg.
Am 16. Juni 2023 hat das russische Justizministerium Schlosberg in das Register der „ausländischen Agenten“ aufgenommen.
Am 11. Juni 2025 wurde er für zwei Monate unter Hausarrest gestellt, da er in einer Debatte zu einem Waffenstillstand im Russisch-Ukrainischen Krieg aufgerufen und dabei seinen Status als „ausländischer Agent“ verschwiegen habe; er bestreitet, das Video von der Debatte veröffentlicht zu haben.

## Leben

### Herkunft
Geboren am 30. Juli 1963 in der Stadt Pskow. Lew Schlosberg ist Sohn einer Lehrerin und eines Lehrers jüdischer Herkunft. Absolvent der Sekundarschule Nr. 8 in Pskow.

### Ausbildung
Von 1980 bis 1985 studierte er an der Historischen Fakultät der Staatlichen Pädagogischen Universität in Pskow. Nach seinem Wehrdienst war er seit 1987 als Lehrer in einer Fachschule für verhaltensauffällige Jugendliche bei Pskow tätig. Nachdem er festgestellt hatte, dass die Einrichtung eher „zum Austausch krimineller Erfahrungen“ anstelle der Reintegration diente, gründete er 1990 das eigene Sozialprojekt Wosroschdenije. Im Jahr 1991 wurde er dafür als „Sozialer Innovator der UdSSR“ ausgezeichnet. 1993 gründete er eine psychologische Telefonberatung in Pskow.

### Arbeitstätigkeit
Schlosberg trat 1994 der Gesellschaft Jabloko bei, 1998 wurde er Vorsitzender von deren Regionalverband im Gebiet Pskow. Seit 1998 war er in verschiedenen kommunalen Projekten in Pskow tätig. 2001 wurde er Herausgeber und redaktioneller Leiter der regionalen Zeitung Pskowskaja Gubernija.
2011 wurde er Abgeordneter im Regionalparlament für die Partei Jabloko. Er setzte dabei seine publizistische Tätigkeit fort. Aufsehen erregte ein Artikel vom 25. August 2014, in dem er über zwei Soldaten aus Pskow berichtete, die wahrscheinlich bei Kämpfen in der Ostukraine getötet worden waren.
2015 wurde er auf Beschluss des Parlaments von seinem Abgeordnetenstatus suspendiert. Ende des Jahres kandidierte er vergeblich für den Parteivorsitz von Jabloko. 2016 führte er im Auftrag der Partei Gespräche mit anderen oppositionellen Kräften wie PARNAS über ein gemeinsames Wahlbündnis zu den Duma-Wahlen ohne Erfolg, wurde aber wieder ins Regionalparlament gewählt.
Im Jahr 2016 wurde ihm der Boris-Nemzow-Preis der Boris Nemzow Stiftung für die Freiheit „für außergewöhnlichen Mut im Kampf für demokratische Werte und Menschenrechte und für ein freies Russland“ verliehen.
Lew Schlosberg wurde unzählige Male von den Behörden schikaniert, 2021 wurde er nicht mehr in die Regionalversammlung gewählt. Er sagte dazu: „Jetzt kehrt die Zeit der Denunziation zurück“.
Im März 2022 wurde sowohl die Wohnung Schlosbergs als auch jene seines 92-jährigen Vaters durchsucht. Der Gouverneur von Pskow veröffentlichte ein Video im Stile einer Denunziation, in welchem er behauptete, „die wahren Patrioten“ würden von „Defätisten und Verrätern“ gemobbt – gemeint waren die Oppositionellen, dies in Zeiten des Krieges, eines Krieges, der doch offiziell gar nicht existiere, so die Nowaja gaseta. Bereits zuvor waren in den Büros der Partei Jabloko und der Zeitung Pskowskaja Gubernija von den Behörden alle elektronischen Geräte abtransportiert worden.

## Journalistische Tätigkeit

### Veröffentlichung der Zeitung „Gouvernement Pskow“
Lew Markowitsch Schlosberg ist als Journalist und Verleger bekannt. Seit April 2001 war er Herausgeber, Direktor (bis Februar 2015) und Chefredakteur (bis November 2013) der regionalen öffentlichen Zeitung „Gouvernement Pskow“. Für eine Reihe von Veröffentlichungen über den Tod von Pskower Fallschirmjägern in der Nähe des tschetschenischen Dorfes Ulus-Kert am 29. Februar und 1. März 2000 wurde er 2010 Preisträger der Auszeichnung „Goldene Feder Russlands“ des Journalistenverbandes Russlands. Seit 2004 - Generaldirektor des Nordwestlichen Regionalzentrums für öffentliche Ordnung (Pskow). Im Jahr 2011 erschien für den Artikel „Hauptsache die Fertigstellung des Hauses?“ über das Schicksal der sterblichen Überreste von 75.000 sowjetischen Kriegsgefangenen, die 1941–1944 auf dem Territorium des Konzentrationslagers „Stalag-372“ begraben wurden, wurde Preisträger des Allrussischen Journalistenwettbewerbs „Goldener Gong“ – 2011 Sonderkategorie „Berühmter Soldat“.

### Untersuchung des Todes russischer Soldaten im Jahr 2014
Am 25. August 2014 veröffentlichte die Zeitung „Gouvernement Pskow“ (deren Direktor damals Schlosberg war) als erste Informationen über die geschlossene Beerdigung von Vertragssoldaten der 76. Garde-Luftsturm-Division in Wybuty (in der Nähe von Pskow). Leonid Kichatkin und Alexander Osipov, die letzte Woche „unter unklaren Umständen“ starben. In der Veröffentlichung wurde die Version zum Ausdruck gebracht, dass die Toten auf der Seite der Gegner der ukrainischen Behörden, wo sie getötet wurden, direkt am bewaffneten Konflikt in der Ostukraine beteiligt gewesen sein könnten.
Journalisten, die an dem Fall arbeiteten, erhielten Drohungen und wurden in der Nähe des Friedhofs angegriffen. Und am 29. August 2014 wurde Lew Schlosberg, der aus dem Büro nach Hause kam, von drei unbekannten Männern von hinten angegriffen. Er wurde mit stumpfen Gegenständen geschlagen und traf ihn auf den Kopf und den Bauch. Schlosberg wurde ins Krankenhaus eingeliefert und bei ihm wurden ein Schädel-Hirn-Trauma, vorübergehende Amnesie, eine gebrochene Nase und mehrere Gesichtshämatome diagnostiziert.
Schlosberg selbst sowie der Vorsitzende der Jabloko-Partei Sergei Sergejewitsch Mitrokhin bringen die Prügel direkt mit der Veröffentlichung von Informationen über die Beerdigung russischer Fallschirmjäger sowie mit den bevorstehenden Gouverneurswahlen in der Region in Verbindung, an der L. M. Schlosberg teilnehmen wollte. Nach Angaben des Pressesprechers von Grigori Alexejewitsch Jawlinski, Igor Jakowlew, ließ die Pskower Polizei drei Personen frei, die wegen des Verdachts eines Angriffs festgenommen worden waren.
Am 16. September 2014 richtete Schlosberg einen stellvertretenden Antrag an die Hauptstaatsanwaltschaft Russlands, Sergei Fridinsky, mit der Bitte, den Tod von Fallschirmjägern der 76. Garde-Luftangriffsdivision zu untersuchen, die Verantwortlichen für ihren Tod zu finden und sie vorzubringen zur strafrechtlichen Verantwortlichkeit. Am 2. Oktober 2014 nahm er zum ersten Mal nach dem Anschlag an einer Sitzung der Regionalabgeordnetenversammlung der Oblast Pskow teil.

„Mein Hauptberuf ist, bei allem Respekt vor dem Beruf, Schriftsteller zu sein, und ich bin froh, dass ich die Fähigkeit, Journalist zu sein und in einer lebendigen Sprache zu schreiben, nicht verloren habe... Aber dennoch ist mein Hauptberuf ein politischer Manager.“

## Titel und Auszeichnungen
- Titel „Social Innovator of the UdSSR“ von der Stiftung für soziale Erfindungen (1991)[23].
- Jubiläumsmedaille zu Ehren des 1100. Jahrestages der ersten Erwähnung der Stadt Pskow in der Chronik (2003)[23].
- Die höchste professionelle Auszeichnung des Journalistenverbandes Russlands „Goldene Feder Russlands“ (2010)[24][25].
- Auszeichnung des Allrussischen Journalistenverbandes „ARS-Press“ „Goldener Gong“ (2011)[24][26].
- Auszeichnung der Moskauer Helsinki-Gruppe „Für Mut bei der Verteidigung der Menschenrechte“ (2014)[27].
- „Politiker des Jahres“ laut Lesern der Zeitung Wedomosti (2015)[28].
- Boris-Nemzow-Preis „Für außergewöhnlichen Mut im Kampf für demokratische Werte und Menschenrechte und für ein freies Russland“ (2016).
- Gewinner des Gilel-Storch-Preises 2023, der erste Russe, der diesen Preis erhielt (2023).[29]

## Privatleben
Die Eltern von Lew Schlosberg (Mark Naumowitsch und Bronislawa Jewsejewna) wurden in Pskow geboren, lernten sich dort kennen und heirateten dort. Der Mädchenname der Mutter ist Berkal. Schlosbergs Urgroßvater mütterlicherseits, Leib-Wulf Yankelevich Berkal war Kantor (Chasan) der Synagoge in Daugavpils (Dünaburg). Laut Schlosberg selbst nahm sein Großvater Yevsey Berkal am Ersten Weltkrieg teil, wurde verwundet und mit dem Sankt-Georgs-Kreuz ausgezeichnet. Ein weiterer Großvater (väterlicherseits), Naum Schlosberg, ein Pskower Fotograf, nahm am Großen Vaterländischen Krieg teil und starb 1943 in der Nähe von Charkiw.
Seine Ehefrau Zhanna Antonovna Schlosberg, geborene Kozlovich ist Kardiologin am Stadtkrankenhaus Pskow.
Lew Schlosberg bezeichnet sich selbst als nichtreligiösen, säkularen Menschen, der keiner Religion angehört, als Gegner jeglicher Klerikalisierung des Staates, betrachtet sich jedoch nicht als Atheist.

## Bücher, Veröffentlichungen
Veröffentlichte mehr als 200 wissenschaftliche, populärwissenschaftliche und journalistische Artikel in russischen und ausländischen Publikationen.
Autor und Herausgeber von Büchern:
- „Politisches Schaltjahr in die Oblast Pskow: Oktober 1995 – November 1996.“ (Autor V. Wagin, 1998)
- „Ein Budget, das verstanden und beeinflusst werden kann. Pskow“ (1999)
- „Rechtliche und buchhalterische Aspekte der Aktivitäten gemeinnütziger Organisationen: Erfahrungen aus Pskow“ (2000)
- „Oblast Pskow um die Jahrhundertwende. Gesellschaft. Leistung. Politik“ (2002)
- „Wohltätigkeit im modernen Russland. Gesetzgebung. Methodik. Praxis“ (2003)
- „Die Schwelle Europas. Der Einfluss der europäischen grenzüberschreitenden und grenzüberschreitenden Zusammenarbeit auf die regionale Wirtschaftsentwicklung der Oblast Pskow“ (2003)

- „Modellierung der Euroregion für die Oblast Pskow“ (2004)

- „Der Einfluss politischer Systeme auf die internationale Zusammenarbeit“ (2005)
- „Gouvernement Pskow“. Ausgewählte Seiten (2005)
- „Der politische Prozess in die Oblast Pskow in den Jahren 2002-2005. Gesellschaft. Leistung. Politik“ (2006)
- „Zentrifugalkontrolle“ (2006)
- „Pskower Parlamentsjournalismus“ (2007)